# Тынатваль, Галина Андреевна
Гали́на Тынатва́ль (урожд. чук. Энеръыттъынэ; 24 февраля 1930, Уэлен, Магаданская область, Чукотский автономный округ — 2007, Уэлен) — чукотский художник-гравёр. Заслуженный художник РСФСР (1977). Лауреат Государственной премии РСФСР им. И. Е. Репина (1976).

## Биография
Родилась в 1930 году в посёлке Уэлен в семье костореза Вуквутагина, одного из основателей и первых художественных руководителей Уэленской косторезной мастерской, и Энреквекет, занимавшейся домашним хозяйством. При рождении получила имя Энеръыттъынэ. В младенчестве тяжело заболела, и по чукотскому обычаю, для отведения злых духов после выздоровления отец дал ребёнку другое имя — Тынатваль. Русское имя Галина появилось при паспортизации.
C детства проявляла способности к рисованию, любила рассматривать отцовские эскизы для скульптур северных животных. Первые уроки рисунка получила от отца.
Окончив семь классов поселковой школы, в 1945 году пришла работать в Уэленскую косторезную мастерскую. Искусству гравировки на кости училась у мастера Веры Эмкуль. Влияние на Тынатваль оказали мастера-гравёры Ренвиль и Онно, работы которых отличали чёткая «графическая линия, любовь к контурному рисунку без подцветки, стремление реалистически точно передать изображения людей, животных, пейзаж». Любимым художником-гравёром был Вуквол.
Принимала участие в окружных, областных и региональных выставках: окружных в посёлке Уэлен, «Советская Россия» (Москва, 1970, 1975), «Чукотско-эскимосская резьба и гравюра по кости» (Москва, 1972), выставке произведений художников Урала, Сибири и Дальнего Востока (Москва, 1972), «По родной стране» (Москва, 1972, 1976), «Советский Дальний Восток» (Владивосток, 1967, 1974; Улан-Удэ, 1969) и выставках произведений народного искусства за рубежом.
Член Союза художников СССР.
Работала в Уэленской косторезной мастерской до 1990-х годов.
Умерла в 2007 году.

## Творчество
Для Тынатваль характерны лиризм, стремление к ясным, немногословным образам, умение передать красоту северной природы.
Работы Галины Тынатваль представляют сюжетные композиции, выполненные методом цветной гравировки на моржовом клыке. Сюжеты гравюр разнообразны — жизнь моря и тундры, национальный фольклор, чукотские и эскимосские народные сказки, жизнь современной художнице Чукотки.
Характерными особенностями творчества Тынатваль искусствоведы называют лиризм, эмоциональность, плавность контура, раскрытие сюжета колористическими средствами, выбор приглушённых, мягких тонов:
Нежные, лиричные тона отличают произведения Галины Тынатваль. <…> Для её работ характерна мягкость цвета — голубые, жёлтые, оранжевые тона. Рисунок Тынатваль отличается плавным контуром. Эмоциональная, лирическая наполненность изображаемого типична для творчества этого мастера. Цветовое решение помогает автору раскрыть содержание своих работ, наполнить их определённым настроением.
Как особенность творческого почерка художницы выделяются достоверность, реалистичность изображения и внимание мастера к деталям.
Помимо гравировки на кости Тынатваль занималась художественной вышивкой из подшейного волоса оленя, и меховой и кожной мозаикой, аппликацией, создавала декоративно-прикладные изделия — сумки, очешники и др.

## Награды и почётные звания
- Заслуженный художник РСФСР (1977)[2][7][8]
- Государственная премия РСФСР имени И. Е. Репина — «за создание высокохудожественных произведений народного искусства из кости» (1976)[6][2][7][14][8]

## Наследие
Работы Галины Тынатваль находятся в Музее антропологии и этнографии Института этнологии РАН (Санкт-Петербург), Российском этнографическом музее, Всероссийском музее декоративно-прикладного и народного искусства (Москва), Магаданском областном краеведческом музее, музейном центре «Наследие Чукотки» (Анадырь), Сергиево-Посадском государственном историко-художественном музее-заповеднике, Дирекции выставок Художественного фонда Российской Федерации, музее Уэленской косторезной мастерской и др.